# Octotropis
Octotropis  es un género monotípico de plantas con flores perteneciente a la familia de las rubiáceas. Incluye una sola especie: Octotropis travancorica  (1873).
Es nativo de India.

## Taxonomía
Octotropis travancorica fue descrita por Richard Henry Beddome y publicado en The Flora Sylvatica for Southern India , t. 327, en el año 1873.